# Karl Eusebius

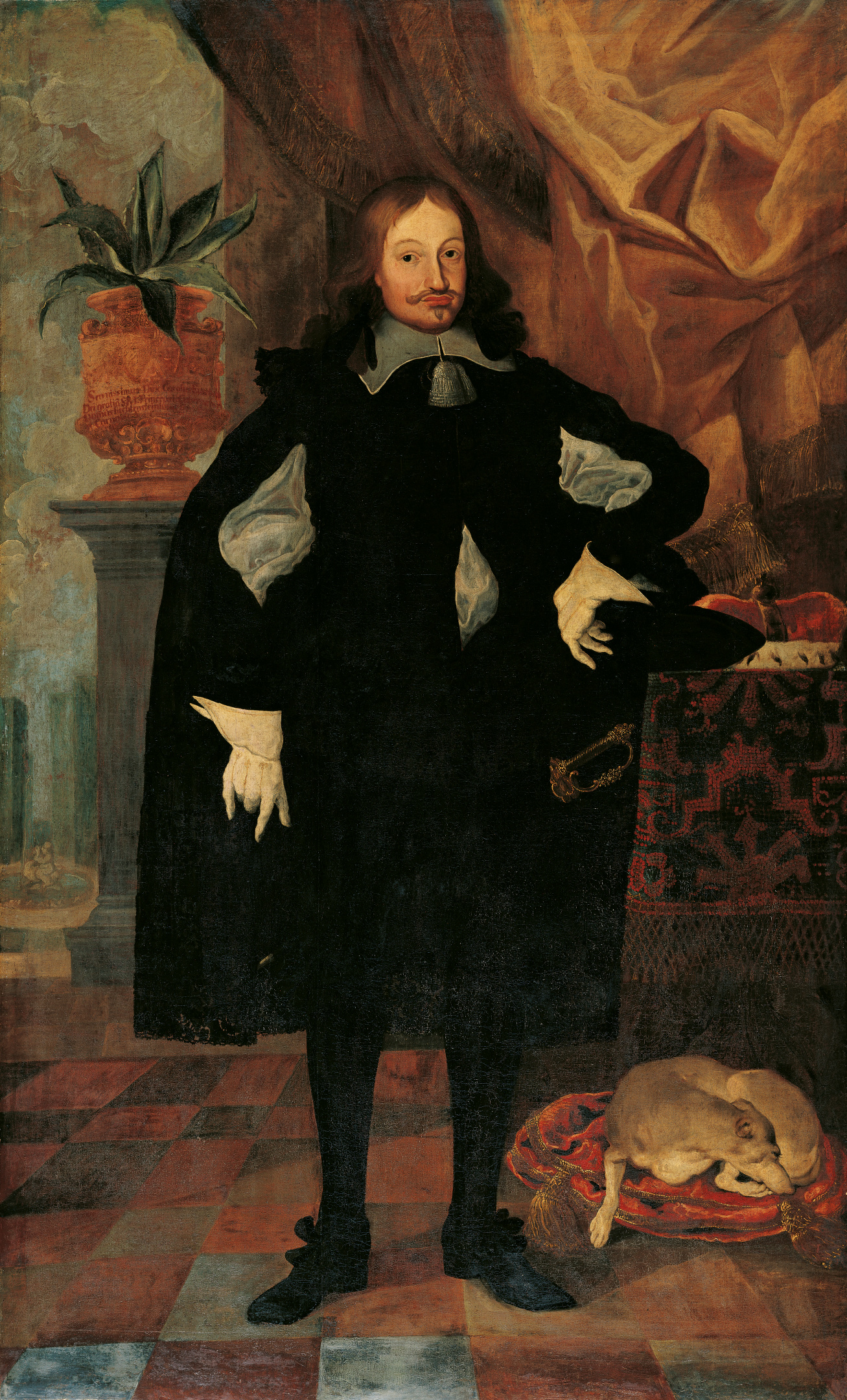
Karl Eusebius von Liechtenstein

Karl Eusebius (* 11. April 1611; † 5. Februar 1684 auf Schloss Schwarzkosteletz) war von 1627 bis 1684 zweiter Fürst von Liechtenstein, Herzog von Troppau und Jägerndorf sowie von 1639 bis 1641 Oberlandeshauptmann von Schlesien.

## Biografie
Liechtenstein war der älteste Sohn des Fürsten Karl I. von Liechtenstein (1569–1627) und dessen Gemahlin Anna Maria, geborene von Boskowitz und Černahora († 1625). Gemeinsam mit seiner älteren Schwester Franziska Barbara verbrachte er seine Kindheit in Wien. Seine Erziehung oblag der Hofmeisterin der Mutter und verschiedenen Hauslehrern. Die Folgejahre ab 1622 verbrachte er gemeinsam mit seinem Vetter Hartmann (1613–1686), Sohn des Fürsten Gundaker, auf dem elterlichen Schloss Eisgrub. Ein eigener Hofstaat sorgte für die standesgemäße Lebensweise und Erziehung der Fürstensöhne. Sein Vater bat 1625 Kaiser Ferdinand II. um die Gewährung der Mündigkeitserklärung für seinen Sohn, welche der Kaiser für den Preis von 165 Reichstalern genehmigte. Zur Vorbereitung auf die künftige Stellung als Fürst, Regierer und Majoratsherr des Hauses Liechtenstein gemäß der Erbeinigung von 1606 bereiste er schon in jungen Jahren die fürstlichen Güter und Herrschaften, machte sich mit ihren wirtschaftlichen Gegebenheiten vertraut und lernte das Verwaltungspersonal kennen. Die Erbeinigung sah für den Fall der noch nicht erlangten Volljährigkeit des Primogenitus die vormundschaftliche Regierung durch das nächstälteste Mitglied des Hauses vor. Nach dem Tod seines Vaters 1627 übernahm deshalb sein Onkel Fürst Maximilian die Vormundschaft. Gemeinsam mit seinem Vetter Hartmann begab er sich 1629 auf eine mehrjährige Kavalierstour. Erstes Reiseziel war Brüssel, wo die beiden Vetter am dritten Tag nach ihrer Ankunft durch die Statthalterin der Spanischen Niederlande, Infantin Isabella Clara Eugenia von Spanien, in Privataudienz empfangen wurden. Nebst dem Studium nahmen die Vetter auch am höfischen Leben teil. Der zweite Teil ihrer Reise führte sie schließlich 1630 nach Paris. 1631 kehrten sie in die mährische Heimat zurück.
Als Liechtenstein 1632 für volljährig erklärt wurde, erfolgte in den liechtensteinischen Herzogtümern Troppau und Jägerndorf die Erbhuldigung der schlesischen Landesstände. Er hatte seine Regentschaft in einer schwierigen Zeit übernommen. Seit mehr als zehn Jahren waren die liechtensteinischen Besitzungen in Böhmen, Mähren und dem nördlichen Niederösterreich immer wieder Schauplatz kriegerischer Auseinandersetzungen gewesen. Die Zerstörungen durch feindliche Heere und die erzwungene Einquartierung der verteidigenden und rückerobernden kaiserlichen Truppen trafen die Bevölkerung in gleicher Weise. Von 1635 bis 1636 unternahm er eine Bildungsreise nach Italien. 1637 war er bevollmächtigter Vertreter Kaiser Ferdinands III. in Breslau. 1638 erwarb er für 250.000 Gulden die Herrschaft Lundenburg. Das Bemühen des Hauses Habsburg Schlesien zu rekatholisieren und auf diese Weise die kaiserliche Machtposition zu stärken, war eng mit der Reform des schlesischen Oberamtes verbunden. Das Amt wurde dem Einfluss der Stände entzogen und in eine unmittelbar dem Kaiser unterstellte Aufsichts- und Verwaltungsbehörde umgewandelt. Nach Aufenthalten am Kaiserhof in Wien versah Liechtenstein von 1639 bis 1641 das Amt des Oberlandeshauptmanns der Herzogtümer Ober- und Niederschlesien. Angesichts der rigorosen, seinen eigenen Handlungsspielraum ausschließenden kaiserlichen Vorschriften verlor er das Interesse an der Scheinwürde dieses Amtes. Nachdem 1641 eine neue Instruktion in Breslau eintraf und er sich außerstande sah, den darin ausgesprochenen Forderungen Folge zu leisten, trat er zurück. Im gleichen Jahr nahm er am Reichstag in Regensburg teil. 1642 stiftete er das Jesuitenkollegium in Troppau. Nach dem Tod seines Onkels Maximilian 1643 erbte er dessen Herrschaften Butschowitz und Posorschitz mit Nowihrad (Nový Hrad) bei Adamsthal sowie die Häuser in Brünn und Wien. Das Erbe des Onkels vergrößerte seinen Landbesitz, der aus den mährischen Herrschaften Mährisch Aussee, Mährisch Trübau, Goldenstein, Eisenberg an der March, Plumenau, Schwarzenberg, Lundenburg und Eisgrub, den böhmischen Herrschaften Landskron, Schwarzkosteletz, Skworetz, Aurzimowes und Rostok sowie den schlesischen Herzogtümern Troppau und Jägerndorf bestand, und gewährleistete auch in wirtschaftlich schwieriger Situation seine Kreditwürdigkeit.
Am 4. September 1644 heiratete er in Wien seine Nichte Gräfin Johanna Beatrix von Dietrichstein († 1676), Tochter des Fürsten Maximilian von Dietrichstein (1596–1655) und dessen Gemahlin Anna Maria, geborene von Liechtenstein (1597–1638). Aufgrund der nahen Verwandtschaft bedurfte die Eheschließung einer päpstlichen Dispens. Nach den Hochzeitsfeierlichkeiten begab sich das neu vermählte Paar auf eine Wallfahrt nach Mariazell mit der Bitte um Kindersegen. Aus der Ehe gingen elf Kinder hervor.
Mit dem Vordringen der schwedischen Truppen unter dem Oberbefehl von Lennart Torstensson nach Mähren floh Liechtenstein mit seiner Frau über Wien nach Graz, wo er sich bis 1646 aufhielt. Anschließend wurde Wien sein bevorzugter Wohnsitz, bevor er 1648 nach Schloss Feldsberg zurückkehrte. Nach der Rückkehr widmete er sich dem Wiederaufbau des zerstörten Familienbesitzes. Immer wieder sah er sich mit finanziellen Forderungen konfrontiert. Sie beruhten auf der Anschuldigung, sein Vater habe sich mit dessen Beteiligung am Prager Münzkonsortium während seiner Statthalterschaft in Böhmen zum Schaden des Fiskus bereichert. Hauptstreitpunkt waren dabei die liechtensteinischen Besitzungen Schwarzkosteletz, Aurzimowes und Skworetz, welche sein Vater vom Heerführer Wallenstein erworben und mit minderwertigen Münzen bezahlt hatte. Auf dem Vergleichsweg zahlte Liechtenstein 1655 eine Million Gulden an die Hofkammer. Im gleichen Jahr stiftete er ein Spital in Littau und nahm an der Krönung Eleonora Gonzagas zur böhmischen Königin im Prager Veitsdom teil. Nach einem langen Rechtsstreit erklärte er sich 1665 nochmals zu einer Zahlung von 275.000 Gulden an die Hofkammer bereit. Mit der Erteilung der Generalabsolution durch Kaiser Leopold I. endete der jahrzehntelange Liechtenstein-Prozess am 15. Mai 1665. Die erst 1681 endgültig beendeten Prozesse um das Prager Münzkonsortium dürften zur langen Verzögerung der Aufnahme des Hauses Liechtenstein in den Reichsfürstenrat beigetragen haben.
In der Folge zog sich Liechtenstein immer mehr nach Feldsberg zurück, das er zur fürstlichen Residenz ausbauen ließ. Das Angebot des Kaisers von 1667 das Amt des Landeshauptmanns von Mähren zu übernehmen, lehnte er ab. Trotz mangelnder Ersparnisse investierte er beträchtliche Summen in kulturelle Güter. So stammt von ihm folgender Ausspruch: 

„Das Geldt ist nur, schene Monumenta zu hinterlassen zue ebiger und unsterblicher Gedechtnuss.“

Er legte den Grundstein für die liechtensteinischen Kunstsammlungen. Des Weiteren war er ein brillanter Pferdezüchter, dessen Gestüte in ganz Europa zu Vorbildern wurden. Zudem wirkte er als leidenschaftlicher Gärtner, dessen Gärten auf Schloss Eisgrub 1672 durch das Kaiserpaar besichtigt wurden. Ebenso agierte er als Bauherr, der um 1675 ein eigenes architekturtheoretisches Traktat verfasste, das eine wichtige Quelle für das Architekturverständnis adeliger Bauherren des 17. Jahrhunderts darstellt. Im Herbst 1683 hielt er sich auf Schloss Schwarzkosteletz bei Prag auf. Ungeachtet seines sich rasch verschlechternden Gesundheitszustands blieb sein leidenschaftliches Interesse an Gemälden und Raritäten aller Art ungebrochen. Ein Schlaganfall beendete am 5. Februar 1684 sein Leben. Sein zunächst in der Schlosskapelle von Schwarzkosteletz beigesetzter Leichnam wurde 1699 nach Wranau überführt und in der Familiengruft bestattet.

## Nachkommen
- Ernst Rochus (1646–1647)
- Eleonora Maria Rosalia (1647–1704) ⚭ 1666 Fürst Johann Seyfried von Eggenberg (1644–1713)
- Anna Maria (1648–1654)
- Johanna Beatrix (1649–1672) ⚭ 1669 Fürst Maximilian II. von Liechtenstein (1641–1709)
- Maria Theresia (1650–1716) ⚭ 1667 Graf Jakob Leslie († 1692); ⚭² 1693 Graf Johann Balthazar von Wagensperg (1642–1693)
- Franz Dominik (*/† 1652)
- Karl Joseph (*/† 1652)
- Franz Eusebius (1654–1655)
- Cäcilie (*/† 1655)
- Johann Adam I. (1657–1712) ⚭ 1681 Gräfin Erdmunda von Dietrichstein (1662–1737)
- Tochter (*/† 1661)